# Zandy Hartig
Zandy Hartig, eigentlich Alexandra Brookfield Hartig, ist eine US-amerikanische Schauspielerin.

## Leben
Hartig ist die Tochter des Liedtexters und Schauspielers Herbert Hartig und dessen Frau Jennifer Brookfield. Sie wuchs in der New Yorker Upper West Side auf. Nach dem Besuch einer Mädchenschule in der Upper East Side absolvierte Hartig ein Studium an der University of North Carolina at Chapel Hill. Sie und ihre jüngere Schwester Meg (Margaret Meryl) erhielten ihre ersten Rollen 1995 in dem Filmdrama Hungry For Love von James Mangold. Darin war Hartwig als Jean u. a. neben Liv Tyler zu sehen. Anschließend folgten Auftritte in Fernsehserien wie New York Cops – NYPD Blue und Chaos City.
2008 wurde sie für Rob Corddrys Comedyserie Childrens Hospital als Nebendarstellerin der Krankenschwester Dori engagiert. Die Serie, die das Fernsehsendung-in-einer-Fernsehsendung-Format benutzt, wurde zunächst im Dezember 2008 auf TheWB.com als zehnteilige Miniserie veröffentlicht. Danach übernahm der Kabelsender Adult Swim die Serie und strahlte 2013 die fünfte Staffel aus, für die Hartig zur Hauptdarstellerin befördert wurde.
Neben ihrer Tätigkeit als Filmschauspielerin, wirkte sie auch in verschiedenen Theaterinszenierungen mit. Des Weiteren erhielt sie Nebenrollen in Filmen (Das 10 Gebote Movie, Vorbilder?!, Wanderlust – Der Trip ihres Lebens), in denen ihr Ehemann David Wain Regie führte. Mit diesem hat sie zwei Söhne, die mit ihrem Vater in Los Angeles leben. Hartig lebt in Burbank (Los Angeles County).

## Filmografie (Auswahl)
- 1995: Hungry For Love (Heavy)
- 1996: New York Cops – NYPD Blue (NYPD Blue, Fernsehserie, Folge 3x10 The Backboard Jungle)
- 1997: Chaos City (Fernsehserie, Folge 2x05 In the Heat of the Day)
- 2005: Anna on the Neck (Kurzfilm)
- 2007: Das 10 Gebote Movie (The Ten)
- seit 2008: Childrens Hospital (Fernsehserie)
- 2009: Vorbilder?! (Role Models)
- 2012: Wanderlust – Der Trip ihres Lebens (Wanderlust)
- 2012: New Girl (Fernsehserie, Folge 1x19 Secrets)